# Cascada isquémica
Se llama  cascada isquémica a las reacciones bioquímicas que se inician en el cerebro y otros tejidos aeróbicos segundos o minutos después de una isquemia —interrupción o reducción del suministro de sangre—. Puede desencadenarse tras una embolia o un derrame cerebral, un paro cardíaco, un choque hipovolémico o cualquier otra emergencia médica que disminuya o bloquee el flujo sanguíneo y limite el suministro de oxígeno a un área del cerebro.
La mayoría de las neuronas que mueren lo hacen debido a la activación de químicos durante y después de la isquemia. La cascada isquémica generalmente dura de dos a tres horas, pero puede prolongarse durante días, incluso después de que se reestablezca el flujo sanguíneo normal.

## Patogenia
Una cascada es una serie de eventos en los que cada suceso desencadena el siguiente, de forma lineal. Por lo tanto, "cascada isquémica", es en realidad un término inapropiado, ya que los eventos no siempre se suceden de manera lineal: en algunos casos son circulares y algunas veces un evento puede causar o ser causado por múltiples eventos. Además, las células que reciben diferentes cantidades de sangre pueden pasar por diferentes procesos químicos. A pesar de esos hechos, la cascada isquémica puede describirse como se indica a continuación: 
1.- La falta de oxígeno ocasiona que el proceso de producción del compuesto químico conocido como ATP (adenosín trifosfato) fundamental para la obtención de energía en las células neuronales falle.
2.- La célula cambia del metabolismo aeróbico (oxidativo) al metabolismo anaeróbico (no oxidativo) produciendo ácido láctico.
3.- La bomba transportadora de iones dependiente del ATP falla, causando que la célula se despolarice, permitiendo que los iones, incluido el calcio (Ca2+), se infiltren dentro de la célula.
4.- Las bombas de iones ya no pueden transportar el calcio fuera de la célula, y los niveles de calcio intracelular aumentan demasiado.
5.- La presencia de calcio desencadena la liberación del neurotransmisor excitatorio conocido como glutamato (en su forma ionizada).
6.- El glutamato estimula los receptores AMPA y los receptores NMDA, siendo estos últimos permeables al Ca2+, que se abren para permitir la entrada de más calcio hacia el interior de las células.
7.- La entrada de calcio en exceso sobreexcita las células y provoca la generación de  químicos nocivos como radicales libres, especies reactivas de oxígeno y enzimas que dependen del calcio como la calpaína, la endonucleasa, el ATPasa y fosfolipasas en un proceso llamado excitotoxicidad.
8.- A medida que las fosfolipasas van rompiendo la membrana celular, está se vuelve más permeable, por lo que aún más iones y químicos nocivos fluyen al interior de la célula.
9.- La mitocondria se rompe, liberando toxinas y propiciando la apoptosis (autodestrucción de la célula).
10.- Se inicia la cascada de apoptosis dependiente de la enzima caspasa, ocasionando que las células "se suiciden" en cadena.
11.- Si la célula muere por necrosis, esta libera glutamato y químicos tóxicos a su alrededor. Las toxinas envenenan las neuronas cercanas y el glutamato puede sobreexcitarlas.
12.- En caso de que el cerebro  sufra una reperfusión, una serie de factores puede conducior a una lesión por reperfusión.
13.- Se monta una respuesta inflamatoria y los fagocitos engullen el tejido dañado pero que aún puede ser reparado.
14.- Los químicos nocivos dañan la barrera hematoencefálica.
15.- El edema cerebral (hinchazón del cerebro por exceso de líquido) ocurre debido a la fuga de grandes moléculas como las albúminas de los vasos sanguíneos que se infiltran través de la barrera hematoencefálica. Esas moléculas atraen el líquido hacia el interior del tejido cerebral por medio de la ósmosis. Este "edema vasogénico" causa compresión y daño al tejido cerebral.

## Mitigación de los efectos
El hecho de que la cascada isquémica implique una serie de pasos ha conducido a los doctores a sospechar que los neuroprotectores tales como el bloqueador de los canales de calcio o los antagonistas del glutamato puedan ser producidos para interrumpir la cascada en cada uno de los pasos bloqueando los efectos posteriores. Aunque las pruebas iniciales para tales fármacos neuroprotectores eran esperanzadoras, hasta hace recientemente, los ensayos clínicos en humanos con neuroprotectores como el antagonista del receptor NMDA no tuvieron éxito. Actualmente, los neurólogos siguen estudiado exhaustivamente el proceso del desarrollo de esta patología y lo que implica cada paso para desarrollar tratamientos que detengan la cascada.
Los investigadores creen que detener la serie de reacciones químicas involucradas podría detener la cascada isquémica, limitar el daño a las neuronas cerebrales y reducir el riesgo de accidente cerebrovascular.
Las células cerebrales muertas y moribundas continuarán liberando toxinas una vez que alcancen un punto de no retorno. Los pacientes que experimentan episodios isquémicos deben ser monitoreados de cerca en busca de signos de complicaciones que sugieran daño cerebral adicional.